# Алфа Ромео Стелвио
Алфа Ромео Стелвио е първият СУВ на италианския автомобилен производител Алфа Ромео.

## История
Автомобилът е представен на автомобиллното изложение в Лос Анджелис през 2016. Стелвио е базиран на платформата Джорджо, на която е идградена и седант Джулия. Автомобилът се предлага с бензинови и дизелови двигатели с мощности от 205 до 276 конски сили. Ще бъде представена и версия с мотор от 536 к.с. Кодираното име<върху който е развит автомобила е Типо 949. Марката теста около четири мулета от 2011 до 2016, докато официално представи кросоувърът.